# マサチューセッツ (BB-2)
マサチューセッツ(USS Massachusetts, BB-2) は、アメリカ海軍の戦艦。インディアナ級戦艦の2番艦。艦名はマサチューセッツ州にちなむ。その名を持つ艦としては4隻目。

## 艦歴
マサチューセッツは1891年6月25日にペンシルベニア州フィラデルフィアのウィリアム・クランプ・アンド・サンズ社で起工し、1893年6月10日にレイラ・ハーバート（海軍長官ヒラリー・ハーバートの娘）によって命名、進水、1896年6月10日に初代艦長フレデリック・ロジャーズ大佐の指揮下就役した。
1896年8月4日に整調航海に出航したマサチューセッツは大西洋岸中部で公試および航海訓練を11月30日まで行い、その後ニューヨークでオーバーホールを行った。1897年2月12日から2月20日までサウスカロライナ州チャールストンを訪問し、その後5月26日にニューヨークを出港、二日後にその名の元となったマサチューセッツ州ボストンに到着した。同地では6月16日にマサチューセッツ州の盾形の紋章の贈与を受け、翌日には勝利の彫像を贈与された。マサチューセッツはセント・ジョンズに向けてボストンを6月19日に出航、6月23日に到着した。6月28日には大西洋に向けて出航し、続く10ヶ月にわたってフロリダ沖で北大西洋艦隊と共に艦隊訓練を行い、東海岸の港を訪問した。1898年3月27日にマサチューセッツはハンプトン・ローズで「遊撃艦隊 Flying Squadron」へ参加し、キューバの封鎖を命じられた。
マサチューセッツは5月13日にバージニア州ノーフォークを出航しキューバのシエンフエゴスに向かった。5月22日に到着すると海上封鎖任務に従事する。5月31日の午後、戦艦アイオワ (USS Iowa, BB-4) および巡洋艦ニューオーリンズ (USS New Orleans, CL-22) と共にサンティアーゴ・デ・クーバ入り口の要塞に向けて砲撃を行い、スペインの巡洋艦クリストバル・コロンと砲火を交わした。敵艦はサンティアーゴの内湾に退却した。その後マサチューセッツは7月3日までサンチアゴ沖を偵察巡航し、断続的にスペイン軍への砲撃を行った。7月3日に石炭補給のためグアンタナモ湾へ向かう。サンチャゴ・デ・キューバ海戦に参加しなかったマサチューセッツは7月4日にステーションへ向かい、戦艦テキサス (USS Texas) が巡洋艦レイナ・メルセデスを7月6日の深夜に座礁、降伏させるのを支援した。その後7月21日から8月1日までアメリカ軍がプエルトリコを占領するのを支援し、任務終了後帰還、8月20日にニューヨークに到着した。
続く7年にわたってマサチューセッツは北大西洋艦隊の一艦として大西洋岸および東部カリブ海を巡航した。1904年5月27日から8月30日まで海軍兵学校生の訓練艦としてニューイングランド沖で訓練任務に従事し、その後ニューヨークでオーバーホールを行った。1905年1月13日にニューヨークを出航しカリブ海で艦隊訓練を行い、そのまま作戦活動に従事、5月にニューイングランド沖に向かった。1905年11月12日にニューヨークに入港し、不活性化オーバーホールの後1906年1月8日に退役した。
マサチューセッツは1910年5月2日に海軍兵学校生の夏季訓練に従事するため限定的に再就役した。続く4年にわたって3度の訓練巡航を行い、そのうち2回は西ヨーロッパでの巡航であった。その後1912年9月に大西洋予備役艦隊入りする。大統領の観閲を受けるためニューヨークへ向け10月5日から16日まで短期の航海を行った後、フィラデルフィアに戻り1914年5月23日に退役した。
マサチューセッツは1917年6月9日にフィラデルフィアで再就役した。10月9日に出航し15日にロードアイランド州ニューポートの海軍訓練基地に到着、予備役兵を乗艦させ、ブロックアイランド湾で砲撃訓練を行った。砲撃訓練は1918年5月27日まで行われ、その後フィラデルフィア海軍工廠で補修が行われた。1918年6月9日に大西洋艦隊第1戦艦部隊「A」部隊に配属され、バージニア州ヨークタウンへ向かう。その後第一次世界大戦が終了するまでチェサピーク湾および大西洋水域で重火砲砲撃訓練艦として訓練任務に従事した。マサチューセッツは1919年2月16日にフィラデルフィアに帰還し、3月28日に「2号沿岸戦艦 Coast Battleship No. 2」へと艦種変更された。
マサチューセッツは1919年3月31日に退役、1920年11月22日に除籍され、標的艦として陸軍省に貸与された。1921年1月6日にフロリダ州ペンサコラ湾で砲撃訓練の標的となり、船体はフォート・ピケンズの砲によって4年間にわたって砲撃を受けた。その後1925年2月20日に海軍へ返還され、スクラップとして売却されることとなったが、引き取り手はいなかった。1956年11月15日、船体はフロリダ州の所有物と宣言された。1993年、マサチューセッツ船体の水没地点はフロリダ州海中考古学保護地域に指定され、人工岩礁とされた。